# Google Play Music
Google Play Music was een dienst van Google die onderdeel uitmaakte van Google Play en waarbij men streaming muziek en podcasts kon beluisteren.

## Beschrijving
Google Play Music werd aangekondigd op 10 mei 2011 en ging op 16 november van dat jaar van start. Met Play Music kon men legale muzieknummers uploaden, tot een maximum van 50.000 bestanden. De muziek kan vervolgens worden afgespeeld via een webspeler of de mobiele app.
In mei 2018 kondigde YouTube een nieuwe versie aan van haar muziekdienst, waaronder een desktopspeler, een vernieuwde mobiele app en betere aanbevelingen op basis van beluisterde muziek. YouTube Music werd een aparte abonnementsdienst die moest gaan concurreren met Apple Music en Spotify.
Google Play Music werkte aanvankelijk nog naast YouTube Music, maar Google stopte de dienst in oktober 2020.